# Кособаново
Кособаново — деревня в Кунгурском районе Пермского края, в составе Мазунинского сельского поселения.

## География
Находится в западной части Кунгурского района примерно в 3 километрах от села Мазунино по прямой на восток.

## Климат
Климат умеренно-континентальный с продолжительной снежной зимой и коротким, умеренно-тёплым летом. Средняя температура июля составляет +17,8 0С, января −15,6 0С. Среднегодовая температура воздуха составляет +1,3°С. Средняя продолжительность периода с отрицательными температурами составляет 168 дней и продолжительность безморозного периода 113 дней. Среднее годовое количество осадков составляет 539 мм.

## История
Деревня известна с 1719.

## Население
Постоянное население составляло 132 человека в 2002 году (96 % русские), 113 человека в 2010 году.